# 室井邦彦
室井 邦彦（むろい くにひこ、1947年〈昭和22年〉4月10日 - 2024年〈令和6年〉1月3日）は、日本の政治家、実業家。位階は従三位。
尼崎市議会議員（1期）、兵庫県議会議員（2期）、衆議院議員（1期）、参議院議員（3期）、国土交通大臣政務官、参議院懲罰委員長、参議院国家基本政策委員長、旧日本維新の会国会議員団幹事長代理兼参議院幹事長、維新の党幹事長代理兼参議院幹事長、日本維新の会国会議員団参議院幹事長、同参議院会長代行、兵庫維新の会代表等を歴任した。

## 来歴

### 生い立ち
京都府京都市生まれ（現住所は兵庫県尼崎市武庫之荘1丁目）。兵庫県立尼崎西高等学校卒業、追手門学院大学中退。
1969年、室井運輸株式会社に入社。1970年、同社代表取締役に就任するが、室井運輸は1984年に廃業。その後、有限会社室井を設立し、同社代表取締役を務める。
1983年、尼崎市議会議員に初当選し、1期務める。
1991年、兵庫県議会議員に当選し、県議には2期5年間在職。また、尼崎青年会議所理事長を務めた。
1996年、兵庫県議を2期目の任期途中で辞職。

### 国政選挙にて3度落選
1996年の第41回衆議院議員総選挙では、自由民主党公認で兵庫8区から立候補したが、新進党の冬柴鐵三に敗れ落選。
2000年の第44回衆議院議員総選挙では、無所属で再び兵庫8区から立候補したが、公明党の冬柴鐵三に前回よりも得票差を広げられ、約2万5千票差で落選した。
その後、自由党に入党し、2001年の第19回参議院議員通常選挙に同党公認で兵庫県選挙区（定数2）から立候補したが、得票数4位で敗北した。

### 国政へ
2003年、民由合併により、民主党に入党。同年の第43回衆議院議員総選挙に民主党公認で兵庫8区から立候補し、選挙区では公明党の冬柴鐵三に敗れたが、重複立候補していた比例近畿ブロックで復活し、当選。
2005年の第44回衆議院議員総選挙では、兵庫8区で冬柴に敗れ、比例復活もならず落選した。
2007年の第21回参議院議員通常選挙では、民主党公認で比例区から立候補し、72,544票を獲得して党内18位で当選。
2011年、野田内閣で国土交通大臣政務官に任命され、野田第2次改造内閣まで務める。

### 日本維新の会の議員として
2013年の第23回参議院議員通常選挙に際し、民主党公認で比例区からの立候補が内定していたが、同年4月、民主党に離党届を提出。5月8日に平田健二参議院議長に辞職願を提出し、参議院議員の辞職が許可された。
議員辞職後、5月14日に日本維新の会に入党。第23回参議院議員通常選挙に日本維新の会公認で比例区から立候補し、32,107票を獲得、党内最下位の6位で当選して2ヶ月ぶりに国政復帰した。
2014年6月の日本維新の会分党に際しては、橋下徹大阪市長らのグループが結成する新党への参加を表明し、党国会議員団幹事長代理兼参議院幹事長に就任。橋下らのグループへの結いの党の合流に伴い、2014年9月21日に結党した維新の党に参加した。同月、党国会議員団幹事長代理に就任。また、党兵庫県総支部最高顧問に就任。さらに、維新の党とみんなの党の道州制度合同調査会幹事長などを務めた。
その後の維新の党の再分裂騒動に際しては、民主党との合流否定派であるおおさか維新の会に参加、参議院幹事長に就任する。旧民主党出身議員の殆どが古巣である民進党参加を選ぶ中、おおさか維新の会側に参加したのは衆議院議員の小沢鋭仁（改革結集の会をへて参加）と室井の二人であり、うち結成当初から参加するのは室井のみである。
2016年8月、清水貴之参議院議員の兵庫維新の会（維新の兵庫県総支部）代表辞任に伴い、室井が新代表となる。
2019年1月28日、参議院懲罰委員長に就任した。
同年7月21日の第25回参議院議員通常選挙に比例区から立候補、87,188票を獲得し、党内2位で3選。
2022年12月9日、同月31日の任期満了をもって、兵庫維新の会の代表を退任すると表明した（後任は片山大介参議院議員）。維新は11月の尼崎市長選挙で公認候補が落選しており、室井の責任論が浮上していたが、室井は「負けた責任ではなく、75歳がいつまでも代表をやっているのはおかしいと判断した」と述べ、引責辞任を否定した。

### 死去
2023年頃から体調を崩し、療養していたが、2024年1月3日、肝細胞がんを原因とする肝不全のため、兵庫県尼崎市の自宅で死去した。76歳没。死没日付をもって従三位に叙され、旭日重光章を追贈された。
なお、室井の死去により欠員が生じたため、2019年参議院選挙・日本維新の会比例区名簿の次点者である藤巻健史が繰上当選となった。
2月1日、室井の哀悼演説が参議院本会議で、立憲民主党の青木愛によって行われた。

## 政策
- 「Stairs Man Project」（Facebookに公開）を2017年より開始、団塊の世代による医療費削減への貢献を呼びかける。
- 2013参院選 毎日新聞候補者アンケートや2019年の朝日新聞のアンケートによると
  - 選択的夫婦別姓導入に「どちらかと言えば賛成」としている[15]。
  - 憲法9条の改正に賛成し、自衛隊の役割や限界を明記すべきと回答している。
  - 集団的自衛権の行使に賛成。
  - 村山談話、河野談話について、わからないと回答している。
  - TPP交渉参加に賛成。
  - 日本の原発について、当面必要だが将来は廃止すべきと回答している[16]。

## 所属団体・議員連盟
- 国際基準のタバコ対策を推進する議員連盟[17]
- 朝鮮半島問題研究会（幹事）
- 在日韓国人をはじめとする永住外国人住民の法的地位向上を推進する議員連盟
- 有用微生物利活用推進議員連盟（EM菌推進議員連盟）
- 日本・ブラジル友好議員連盟
- 日本・中南米国会議員連
- 有機農業推進議員連盟（事務局長）
- 日本維新の会港湾振興議員連盟（幹事長）

## 親族
- 妻は元衆議院議員の室井秀子。
- 2019年12月末にIR担当の内閣府副大臣だった秋元司衆議院議員が統合型リゾート（IR）参入を目指す中国企業関係者から現金を受け取ったとして、収賄の疑いで中国企業関係者らと共に逮捕されると、逮捕された贈賄側の企業関係者の1人が室井の実子であると報じられた。室井はその人物が自身の若い頃に誕生した婚外子で、認知した息子であることを認めている[18][19]。

## 騒動

### 統一教会との関係
- 1996年10月の衆院選では、旧兵庫2区の公明党現職の冬柴鐵三が新進党公認で立候補。室井は自由民主党公認で立候補したが、創価学会の支援を受けた冬柴に対抗するべく、統一教会（現・世界平和統一家庭連合）が室井を支援したとされる[20][21]。
- 2007年7月の参院選で配布した選挙ビラに、日本統一協会の実質的責任者（全国祝福家庭総連合会総会長）である任導淳[22]と触れ合う写真を掲載した。また、韓国清里にある統一協会施設「真正宮博物館」を背景にした写真を掲載した[23]。
- 2022年8月2日、日本維新の会国会議員団が発表した「世界平和統一家庭連合（旧統一教会）および関連団体との関わりについての調査」において、旧統一教会関連団体の集会に出席したことが公表された[24]。